# سادوویه (شهرستان مسکوفسکی)
سادوویه (به لاتین: Sadovoye) یک روستا در قرقیزستان است که در شهرستان مسکوفسکی، قرقیزستان واقع شده‌است. سادوویه ۱۰٬۵۴۵ نفر جمعیت دارد.